# La Venne
La Venne est un hameau de la commune belge de Stoumont située en Région wallonne dans la province de Liège.
En suivant le sentier qui traverse le plateau du village de La Gleize en direction du sud, on aperçoit en bas La Venne, situé au bord de l'Amblève.
Caché au bord d'un méandre, au pied du Mont Saint_victor, les maisons restent toujours à l'ombre durant la saison de l'hiver.
Sous l'Ancien Régime s'y trouvaient des étangs où l'on élevait les truites destinées à la nourriture des seigneurs (notamment ceux de Rahier).